# St. Augustine's Falcons
St. Augustine's Falcons, (español: los Halcones de St. Augustine's) es el nombre de los equipos deportivos de la Universidad St. Augustine, situada en Raleigh, Carolina del Norte. Los equipos de los Falcons participan en las competiciones universitarias organizadas por la NCAA, y forman parte desde 1933 de la Central Intercollegiate Athletic Association.

## Programa deportivo
Los Falcons compiten en 6 deportes masculinos y en otros 6 femeninos:
| - Masculino - Baloncesto - Béisbol - Golf - Fútbol americano - Atletismo - Cross | - Femenino - Baloncesto - Voleibol - Cross - Softball - Atletismo - Bowling |

## Instalaciones deportivas
- Emery Gymnasium es el pabellón donde disputan sus competiciones los equipos de baloncesto y voleibol. Tiene una capacidad para 1.000 espectadores.[1]

- George Williams Athletic Complex es el estadio donde disputan sus encuentros el equipo de fútbol americano. Tiene una capacidad para 2.500 espectadores y fue inaugurado en 2001.[2]